# Csaba Weinhardt
Csaba Weinhardt es un deportista húngaro que compitió en vela en la clase Soling.
Ganó dos medallas de oro en el Campeonato Mundial de Soling, en los años 2013 y 2015, y una medalla de oro en el Campeonato Europeo de Soling de 2017.

## Palmarés internacional
| Campeonato Mundial | Campeonato Mundial      | Campeonato Mundial | Campeonato Mundial |
| Año                | Lugar                   | Medalla            | Clase              |
| ------------------ | ----------------------- | ------------------ | ------------------ |
| 2013               | Balatonfüred (Hungría)  | Medalla de oro     | Soling             |
| 2015               | Castiglione (Italia)    | Medalla de oro     | Soling             |
| Campeonato Europeo |                         |                    |                    |
| Año                | Lugar                   | Medalla            | Clase              |
| 2017               | Riva del Garda (Italia) | Medalla de oro     | Soling             |